# Concussion – Leichte Erschütterung
Concussion – Leichte Erschütterung (Originaltitel Concussion) ist ein US-amerikanischer Film aus dem Jahr 2013. In diesem geht es um eine lesbische Frau, die aufgrund einer Gehirnerschütterung beginnt, ihr Leben zu überdenken, weswegen sie zunehmend von ihrem monotonen Alltag genervt ist. Aus diesem Grund beschließt sie, in einem Loft rein sexuelle Treffen mit Fremden zu haben.
Das Spielfilmdebüt der vorher im Werbebereich tätigen Regisseurin und Produzentin Stacie Passon feierte am 19. Januar 2013 auf dem Sundance Film Festival seine Premiere und war danach auf weiteren nationalen sowie internationalen Filmfestivals zu sehen, unter anderem der Berlinale. In den Vereinigten Staaten war die Produktion ab dem 4. Oktober in einigen limitierten Kinos zu sehen, in Deutschland folgte der Kinostart am 5. Dezember.

## Handlung
Die 42-jährige Abby Ableman arbeitet als Innenarchitektin und ist eigentlich mit ihrer Ehefrau Kate, einer Anwältin, sowie den gemeinsamen Kindern Jake und Mayer glücklich. Eines Tages verletzt sie Jake versehentlich mit einem Baseballschläger am Kopf, worauf sie von Kate ins Krankenhaus gebracht wird. Dort stellt man eine Gehirnerschütterung bei Abby fest, die in den Tagen darauf unter Benommenheit leidet und anfängt, ihr monotones Leben zu überdenken. Ihre Frustration über ihren langweiligen Alltag beginnt sich zu verstärken, als Kate während des Geschlechtsverkehrs auf ihr einschläft.
Nachdem auch eine Prostituierte Abby nicht befriedigen kann, beschließt sie, mit Gretchen zu schlafen, einer Bekannten ihres Angestellten Justin. Nach dem Sex erklärt Gretchen, durch lose Sexualkontakte mit Fremden ihr Studium zu finanzieren. Abby beschließt daraufhin, mit anderen Frauen gegen Bezahlung Geschlechtsverkehr zu haben, der eine willkommene Abwechslung in ihrem routinierten Leben darstellt. Sie trifft sich deswegen mit Justins Freundin, die sich nur The Girl nennt und sich bereit erklärt, Interessierte gegen eine geringe Gebühr an Abby zu vermitteln. Abby legt sich dazu den Decknamen Eleanor an und trifft sich vorsichtshalber mit jeder Frau vorher in einem Coffeeshop. Wenn Abby ihr vertraut, haben sie anschließend Sex in Abbys neuem Loft.
Abby hat bald mehrere Sexualbekanntschaften, die sie nicht beim Namen nennt, sondern Nummern gibt. Eine der Frauen kennt sie bereits aus ihrer Nachbarschaft sowie ihrem Indoorcycling-Kurs. Wie Abby ist Sam wohlhabend und mit ihrer Familie glücklich, empfindet aber eine innere Leere. Abby fühlt sich bald zu Sam hingezogen und spielt mit dem Gedanken, eine ernsthafte Beziehung mit ihr anzufangen. Kurz darauf will Abby mit Kate schlafen, allerdings ist sie ihrer Ehefrau zu grob. Danach bespricht Abby mit Justin, welche der Frauen ihre Stammkundinnen werden sollen. Als Justin sie fragt, ob sie ihr Leben wirklich auf diese Art verbringen will, reagiert Abby verunsichert, trifft sich mit The Girl im Coffeeshop und verfügt, Justin nicht mehr an den Einnahmen teilhaben zu lassen.
Einige Tage später versäumt Abby nach einem erneuten Treffen, ihre Kinder von der Schule abzuholen, was zu einem Streit mit Kate führt. Als Kate kurz darauf einen ihrer Klienten durch das Loft führt, um es zu verkaufen, täuscht Abby Gleichgültigkeit vor, während Justin ihm zum Kauf rät. Am selben Abend sieht Abby beim Einkaufen Sam und deren Ehemann Graham. Sie beobachtet die beiden zunächst aus der Ferne, danach kommt sie auf die beiden zu, stellt sich ihm vor und verlässt nach einer unangenehmen Unterhaltung mit Sam überstürzt den Laden.
Am nächsten Tag schöpft Kate Verdacht, weswegen sie ins Loft geht, wo Abby nach einem Treffen nackt schläft. Als diese nach Hause geht und mit einem Kunden telefoniert, fährt Kate unvermittelt mit dem Familienauto weg. Kate versucht erfolglos, den Wagen einzuholen, und begegnet stattdessen Sam. Während ihrer Konfrontation kommen beide zum Schluss, nicht wirklich etwas füreinander zu empfinden, sondern nur ihre Langeweile aufgrund ihres Alltags gemeinsam zu haben. Als Kate schließlich heimkommt, fragt Abby sie, warum sie nie Lust auf Sex zu haben scheint. Kate gesteht ihr, mit niemandem Sex haben zu wollen, auch nicht mit ihrer Ehefrau.
Schließlich verkauft Abby das Loft und kehrt in ihren monotonen Alltag zurück. Während ihres Indoorcycling-Kurses unterhält sie sich mit ihrer Freundin Pru über fällige Renovierungsarbeiten an ihrem Haus, ihren Wunsch nach einem neuen Loft sowie den bevorstehenden Familienurlaub nach Argentinien. Als Pru sie fragt, was sie wirklich will, antwortet Abby als Anspielung auf ein Gespräch mit Sam, dass sie vorhabe, einen Kurs in Bikram-Yoga zu belegen.

## Produktion und Veröffentlichung
Stacie Passon arbeitete bis zum Dreh von Concussion als Produzentin und Regisseurin im Werbebereich. Eines Tages schlug ihr achtjähriger Sohn ihr beim Baseballspielen versehentlich den Ball an den Kopf. Zur Genesung blieb Passon einige Monate lang zu Hause bei ihrer Ehefrau und den gemeinsamen Kindern, wobei sie laut eigener Aussage ihre Zeit damit verbrachte, alte Briefe und Fotos anzusehen. Sie habe daraufhin unter einer Midlife-Crisis gelitten, während der sie sich ihre Identität wieder in Erinnerung gerufen und wiedergewonnen habe. Diese Erfahrung habe sie inspiriert, ein halb-autobiografisches Drehbuch zu verfassen, das auch gleichzeitig ihr Spielfilmdebüt darstellte.
Passon verwendete für ihren Film ein sehr niedriges Budget, so fanden die Dreharbeiten beispielsweise unter anderem in Häusern von Freunden sowie der Schule ihrer Kinder statt. Für die Rollen Kate und Lisa verpflichtete Passon Julie Fain Lawrence und Claudine Ohayon, die ihrem Freundeskreis angehörten. Nach dem Ende der Dreharbeiten reichte Passon die Produktion bei mehreren Festivals ein, wobei das Sundance Film Festival Concussion schließlich in sein Programm aufnahm. Da der Film beim Publikum gut ankam, erwarb Radius, eine Tochtergesellschaft der The Weinstein Company, die Rechte für den US-amerikanischen Markt. Daraufhin kam er in einige limitierte Kinos in den Vereinigten Staaten und wurde dort später als Video-on-Demand veröffentlicht.
Nach der Uraufführung auf dem Sundance Film Festival war Concussion auf weiteren nationalen und internationalen Filmfestivals zu sehen, unter anderem bei der Berlinale in der Sektion Panorama, dem Frameline Filmfestival, dem Internationales Filmfestival Karlovy Vary sowie dem Outfest.

## Rezeption
In der Internet Movie Database erreichte der Film eine Bewertung von 5,7 von zehn Sternen basierend auf 4.443 abgegebenen Stimmen. Auf Rotten Tomatoes beträgt der Kritiker-Wert 75 Prozent basierend auf 59 Kritiken, die Zuschauer-Wertung 58 Prozent basierend auf mehr als 1.000 Stimmen. Bei Metacritic ergibt sich bei den Kritikern eine Bewertung von 56 Prozent bei 19 Kritiken sowie ein Zuschauer-Wert von 6,2 basierend auf sechs Stimmen.
Für Birgit Roschy von Epd Film sei der Film zwar vorhersehbar, steche allerdings sowohl durch den undramatischen Höhepunkt der Ehekrise als auch die Tatsache hervor, dass die Homosexualität der Protagonistin nicht weiter hervorgehoben wird. Die Produktion sei durchdacht und habe durchaus humorvolle Momente, wirke aber dennoch etwas zu ernst und prüde. Letztlich sei die Botschaft von Concussion, dass auch im Film homosexuelle Beziehungen nichts mehr schrilles seien. Laut Björn Becher von Filmstarts sei Concussion eine gute Produktion, weil Passon immer den richtigen Ton fände und sich gekonnt über das Vorstadt-Hausfrauen-Leben lustig mache. Die Entwicklungen der Hauptfigur gingen zwar etwas zu schnell voran und seien klischeebelastet, wirkten aber trotz der geerdeten und subtilen Robin Weigert trotzdem glaubwürdig. Letztlich sei der Film trotz der etwas simpel-übereilten Entwicklung der Geschichte ungemein sehenswert. Esther Buss befand im Filmdienst, dass der Film ein ambitioniertes, mit Sinn für Humor inszeniertes Drama sei und ein neues Kapitel im queeren Kino aufschlage. Zudem gelinge der Produktion dank eines genauen Blicks auf das soziale Miteinander der Figuren auch eine scharfsinnige Abhandlung auf das Vorstadtmilieu.
Rob Nelson kritisierte den Film in der Variety, da Stacie Passons vorherige Tätigkeit in der Werbebranche deutlich sichtbar werde. Die Sexszenen seien nicht erotisch, sondern blumig und wirkten wie Werbungen für Bettlaken, auch die Charaktere würden kaum beleuchtet. Nur Weigert sei in ihrer Rolle gut und bleibe auch in dümmlichen Szenen eine intelligente Leinwandpräsenz. Für Nichols Rapold von der The New York Times sei der Film Vorgängerproduktionen über Vorstadtfrauen, die aufgrund ihres routinierten Alltags Affären anfangen, zu ähnlich. Bis auf Weigert, die Robins Gefühlswelt greifbar mache, seien die anderen Figuren zu eindimensional, beispielsweise Robin nichts anderes als eine vielbeschäftigte, gleichgültige Ehefrau. Viele der Dialoge endeten zwar mit scharfsinnigen Wendungen, die betreffenden Szenen wirkten dafür oft unausgereift. Letztendlich umgehe Passon häufig die Antworten auf von ihr angedeutete, große Lebensfragen. Charlotte O’Sullivan schrieb in der Evening Standard, dass der Film zwar schwer verdaulich sei, allerdings durch Weigert Spiel auch nachvollziehbar werde. Zudem sei die Produktion eine Satire über den Alltag von unzufriedenen Personen und nicht, wie oft behauptet, eine Werbung für Edelprostitution oder eine Fetischisierung vom Oberschichten-Lebensstil.

## Auszeichnungen und Nominierungen (Auswahl)
Gotham Award
- Gotham Award 2012

- Auszeichnung: Spotlight on Women Filmmakers „Live the Dream“ Grant (Filmstipendium für Regisseurinnen)

- Gotham Award 2013

- Nominierung in der Kategorie Beste Nachwuchsregie, für Stacie Passon
- Nominierung in der Kategorie Breakthrough Actor Award, für Robin Weigert

Frameline Filmfestival 2013
- Auszeichnung: Bester Erstlingsfilm – Special Mention[17]

Internationales Filmfestival von Stockholm 2013
- Nominierung: Bronzenes Pferd für den Besten Film

Internationale Filmfestspiele Berlin 2013
- Auszeichnung: Spezial-Teddy Award der Jury

Seattle International Film Festival 2013
- Nominierung: Golden Space Needle in der Kategorie Beste Darstellerin, für Robin Weigert

Sundance Film Festival 2013
- Nominierung: Großer Preis der Jury in der Sektion Drama

GLAAD Media Award 2014
- Auszeichnung in der Kategorie Bester Spielfilm – Limited Release

Independent Spirit Award 2014
- Nominierung in der Kategorie Bester Debütfilm